# Dluhopolszky László
Dluhopolszky László (Budapest, 1951. április 20. –) magyar karikaturista, grafikus, lapszerkesztő. Szignója: DLUHO

## Életútja

### Család, tanulmányok
Lengyel eredetű család sarja. Édesapja id. Dluhopolszky László mérlegképes könyvelő, a Gépipari Tudományos Egyesület oktatója és vizsgáztatója volt, maga is jól rajzolt. Édesanyja gépkönyvelő volt a KONVERTA vállalatnál. Gyermekkorában a szüleitől tanult rajzolni.
1969–1972 között grafikai önképzőkörökben tanult (Varga Hajdú István és Horvai István tanítványaként), a Ferenczy-rajzkörben Luzsicza Lajos irányításával foglalkozott rajzzal, grafikával. 1971-ben cinkográfusként végzett. 1969-től 1971-ig a Kossuth Nyomdában nyomdász, 1976-ig a Magyar Gördülőcsapágy Művek műszaki ügyintézője, 1976–1980 között a Pénzügyi és Számviteli Főiskola laborvezetője.

### Grafikusi munkássága
1970-ben a Fiatal Karikaturisták Klubjának egyik alapítója majd titkára (1971-73), később a Magyar Karikaturista Szövetség elnökhelyettese. Első rajzai 1970-ben a Magyar Ifjúság-ban és a Füles-ben jelentek meg. Rajzolt megyei lapok részére is: Vas Népe, Kisalföld, A Hírlap, Új Néplap, Zalai Hírlap, Petőfi Népe, Kanizsa, Napló, Hódmezővásárhely.
1973-tól 1981-ig a Ludas Matyi külsősként foglalkoztatott karikaturistája volt. Külföldön először az NSZK-beli Pardon című magazin közölte karikatúráit. 1976–1980 a Rakéta Regényújság (mozi-, film- és könyvparódiák), 1980–1990 a Népszava külpolitikai rovatának munkatársa, de készít belpolitikai és gazdasági karikatúrákat is. 1978–1983 között a Képes Sportnak rajzolt sportkarikatúrákat, A hét sportolója rovatban.
1972-től vesz részt nemzetközi karikatúra-fesztiválokon. 1987-ben a tokiói Yumiuri Shimboon karikatúraversenyén 11 000 induló közül a 10. helyen végzett, Excellence-díjat kapott. 1987-ben az amerikai C and W szindikátus közvetítésével az International Herald Tribune is közölte rajzát. A Witty World című amerikai karikatúra-szaklap tudósítója volt (1987). 1989–1990 között az Új Szabad Száj képszerkesztőjeként dolgozott.
1990–1992 között a Ludas Matyi hetilap főszerkesztője, 1992–1993 főszerkesztő-helyettese, 1993–1994-ben művészeti szerkesztője volt. 1992-ben részt vett a párizsi Szt. Just de Martelli-fesztiválon. 1994-ben a Darázs vicclap főszerkesztője és rajzolója. 1996–1997-ben az Esti Hírlap, 1998–1999-ben a Napi Magyarország külső munkatársa, Dinka álnéven. 1999-ben a MÚOSZ karikatúra-szakosztályában elnökhelyettesé választották.
Külsősként több lap is foglalkoztatta: Új Borsszem Jankó, Jászkun Kakas, No Komplett, Móricka, Dilibogyó, Kutyahús, Magyar Nemzet. 2004-től rendezvényeken készített portrékarikatúrákat, árnyékportrékat (sziluettvágás). Ismert arcképrajzolóként több televízió is foglalkoztatta. 2002–2004 között a MTV1 (Évszakok) és a Duna Televízió (Miénk a tér) műsoraiban a fellépő személyekről rögtönzött karikatúrákat. 2003-tól a Magyar Képzőművészeti Szövetség Karikatúra Szakosztályának vezetője. 2004–2006 között a Reggel című napilap munkatársaként napi aktuális bel- és külpolitikai karikatúrákat rajzolt. A Rébusz Egyesület alapító tagja, valamint a Csízió karikatúrarovatának vezetője.

### Művészi példaképek
Egyik fő példaképe Jankó János festő, karikaturista, újságrajzoló (1833–1896). A kortárs karikaturisták közül Pusztai Pál (1919–1970) és Hegedűs István (1932–2007) rajzait tartja nagyra. A külföldiek közül Adolf Born (1930–2016, Cseh Köztársaság), és Jeff McNelly (1947–2000, USA) politikai rajzoló munkáit.
Grafikusként több könyvet illusztrált. Jó szervező és agilis karikaturista, sokat tett a magyar karikatúra elismertetéséért itthon és külföldön egyaránt. 2017 óta a Lakitelek Népfőiskolán évente megrendezésre kerülő karikatúra-tábor főszervezője.

## Díjai, elismerései
- Excellence-díj (Tokió, 1987)
- Sportkarikatúra ezüstplakett (Ancona, 1987)
- Petőfi Sándor Sajtószabadság-díj (1993)
- A mi városunk különdíj (Vác – 1997, Szentes – 2003, Szarvas – 2003: III. helyezés)
- A bor dicsérete c. rendezvény I. helyezés (1998, 1999, 2000)
- Szent László Akadémia díja (1999)
- Tervezzünk Kádár-szobrot! kiállítás I. díj (2001)
- Shanghai Karikatúra Webverseny különdíja (2003)
- Tivoli Színház drámaíró-verseny győztese (2003)
- Eperfesztivál, Tahitótfalu I. díj (2007)
- Országos Magyar Karikatúra Kiállítás II. díj (2007)
- Ezüstgerely díj (2020)[3]
- A Magyar Érdemrend lovagkeresztje polgári tagozat (2020)[4]

## Fontosabb kiállításai

### Egyéni kiállítások
- 1972 • Budapesti Műszaki Egyetem, E-klub, Budapest
- 1973 • Délbalatoni Kulturális Központ, Siófok
- 1985 • Törekvés Művelődési Ház, Budapest
- 1988 • Cseljabinszk (Szovjetunió)
- 1993 • Goethe Intézet, Budapest
- 1993 • Kőrösi Csoma Sándor Általános Iskola galériája, Dunakeszi
- 1994 • Hunyadi Klub, Budapest
- 1998 • Duna Holding Székház, Budapest
- 2000 • Karad Galéria, Budapest
- 2002 • Tabán Műhely (Virág Benedek Ház), Budapest
- 2004 • Café Zacc, Pécs
- 2004 • Arany János közösségi Ház és Központi Könyvtár, Gyál
- 2006 • Balaton Kongresszusi Központ és Színház, Keszthely
- 2007 • Főtér (Lengyel Önkormányzat Ünnepe), Győr
- 2007 • Csemadok-székház, Komárno (Rév-Komárom, Szlovákia)
- 2008 • Magyarországi Lengyelség Múzeuma (életműkiállítás), Kőbánya–Budapest
- 2010 • Petőfi Művelődési Ház, Peremarton
- 2011 • Mosolytár Galéria, Vác
- 2011 • Integrált és Közösségi Szolgáltató Tér, Endrefalva
- 2014 • Rózsa Étterem és Panzió, Mezőkövesd
- 2014 • Surányi Fürdő Egyesület, Surány
- 2014 • Könyvtár Galéria, Zebegény
- 2014 • Rózsa Étterem és Panzió (Zsóry-fürdő), Mezőkövesd
- 2014 • Önkormányzat (Cukorfalat Fesztivál), Szabadegyháza
- 2014 • Belváros-Lipótváros Önkormányzat (V. kerület), Budapest
- 2014 • Demetervin Galéria, Mád
- 2018 • Aba-Novák Agóra Kulturális Központ, Szolnok
- 2018 • Arany Oroszlán Klub és Kulturális Egyesület, Budapest
- 2018 • Dom Polski, Budapest

### Válogatott csoportos kiállítások
- 1971 • Divatcsarnok, Lotz Terem, Budapest
- 1972 • Jurisich vár, Kőszeg
- 1976 • MÚOSZ, Budapest
- 1977 • Lila Iskola, Budapest-Újpest
- 1990 • Mc Donald's, Bécs • Jókai Klub, Budapest • Budavári Palota, Budapest
- 1991 • Dominikánus Galéria, Budapest
- 1993 • Ifjúsági Ház, Graz
- 2005 • Magyar Kultúra Alapítvány, Budapest (Vár) • Fővárosi Nagycirkusz, Budapest

### Művei közgyűjteményekben
- 1988 • Magyar Nemzeti Galéria, Budapest

## Fontosabb könyvillusztrációi
- Fülep Ferenc-Varga László: Effekt – 1 db kazettával (1976)
- Lukácsy András: Népek játékai (1977)
- Karl Gilzin: Különös világban (1978)
- Varga Domokos: Tisztelt család -om, -od, -ja (1979)
- Berkes Péter: Katonamesterség (1982)
- Angol nyelvkönyv III. (szakközépiskola) (1987)
- Gedényi Mihály: Föld felett – ég alatt (1994)
- Szatmári Jenő István: Túlélő újságíró rémálmodik (1996)
- Vitus B. Dröscher: Gyengéd, akár a krokodil (1996)
- Kedves Barátom! (1997)
- Jonathan Blokk: Murphy törvénykönyve a viselkedésről (1998)
- Jonathan Blokk: Murphy törvénykönyve a hölgyekről (1999)
- Nem kell őket szidni! – Sydney 2000 (2000)
- Géczi László: 365 nap alatt a rock körül (2003)
- Regős Sándor: DiktatúrTOTÓ. 13+1 Kérdés a magyar szocializmusról (2004)
- Lúdas Vagyok. Dluhopolszky László karikatúrái (2004)

## Általa indított lapok
- 1971 – Van Képünk (Kossuth Nyomda)
- 1972 – Bakfitty (Kossuth Nyomda)
- 1989 – Új Szabad Száj (Athenaeum Nyomda)
- 1990 – Ludas Matyi (újraindítás; Zrínyi Nyomda)
- 1994 – Új Borsszem Jankó (Zrínyi Nyomda)
- 1994 – Darázs (Zrínyi Nyomda)
- 1995 – Fülig Jimmy (Zrínyi Nyomda)
- 2017 – Dunafanyar (Regiszter Nyomda)
- 2018 – Grafityisz (Regiszter Nyomda)

## Publikációi periodikákban
| - Magyar Ifjúság (1970–87) - Ifjúsági Magazin (1971–75) - Füles (1971–86) - Néplap (1972–75) - Vas Népe (1972) - Kisalföld (1972) - Bakfity (1972) - 153 Vicc (1973), - BUÉK 1973 - Ludas Matyi (1973–81; 1990–93) - Ludas Matyi Magazin (1973) - Rendkívüli Füles (1974) - Tollasbál (1975) - Világ Ifjúság (1975) - Zsákbamacska (1975) - Kirakat (1976) - Rakéta (1976; 1978–84) - Néplap (1977) - Kincses Kalendárium (1977) - Képes Sport (1977–83; 1990) - Kuba (1977) - KISZ Aktivisták Köre (1977) - Ludas Matyi Évkönyv (1977) - Pesti Műsor (1977) - Pesti Műsor Szilvesztere (1977) | - Pokoli Rémület (1978) - Tiszacipő (1978) - Interpress Magazin (1979–80) - Népszava (1979–90) - Népszava Évkönyv (1983) - Dolgozók Lapja (1985) - Mini Pajtás (1985–86) - Pajtás Magazin (1986) - Hahota Pörgető (1985) - Asszonyok Évkönyve (1986) - Diáknaptár(1986) - Hahota (1985–92) - Grimasz (1986) - Nemzetközi Kiállítás Katalógus (1988) - Pikáns Humor (1988) - Tallózó (1989-) - Vitriol (1989) - Új Szabad Száj (1989–92) - Riport (1990) - Ludas Matyi Magazin (1990–93) - Ludas Matyi Nyári Örömök (1990–91) - Ludas Matyi Évkönyv (1991–93) - Heti Magyarország (1992) - A Hírlap (1993) - Déli Hírek (1993) | - 24 Órás (1993–94) - Új Néplap (1993–94) - Zalai Hírlap (1993–94) - Petôfi Népe (1993–94) - Kanizsa (1993–94) - Napló (1993) - Hódmezővásárhely (1993) - Természet Búvár (1993) - Magyar Fórum (1993–94) - Magyar Nemzet (1993) - Ludas Matyi Rejtvény Magazin (1993) - Jászkun Kakas (1993–98) - A Hírlap (1994) - Déli Hírlap (1994) - Új Borsszem Jankó (1994–95) - Börtön Újság (1996) - Maszk (1995) - Esti Hírlap (1996) - Ludas Matyi (1996–99) - No Komplett (1996–98) - Móricka (1996–2006) - Morbid 1996) - Napi Magyarország (1998–99) - Pikáns (1998–2000) - Vigyor (1998) | - Dilibogyó (1998) - Madmax (2000) - Kismalac (2001–2003) - Kutyahús (2001) - Vasárnap Reggel (2003) - Fejér Megyei Hírlap (2003–2004) - Pató Pál (2003–2004) - Körkép (2005) - A Reggel (2004–2006) - 51 vicc 15 rejtvény, Havi Skandi (2005) - Poén Halász (2005) - Zsebrejtvény (2005) - Best of 2004 (2005), Best of 2005 (2006) - Magyar Hírlap (2007) |